# Panicum eickii
Panicum eickii är en gräsart som beskrevs av Carl Christian Mez. Panicum eickii ingår i släktet vipphirser, och familjen gräs. Inga underarter finns listade i Catalogue of Life.